# Queen II
Queen II è il secondo album in studio del gruppo musicale britannico Queen, pubblicato l'8 marzo 1974 nel Regno Unito dalla EMI e il 9 aprile dello stesso anno negli Stati Uniti d'America dalla Elektra Records.
L'album, prodotto da Roy Thomas Baker e inciso ai Trident Studios di Londra nell'agosto 1973, è conosciuto soprattutto per aver riscritto la storia del rock. L'art rock, un sottogenere del rock psichedelico è riconducibile allo stile musicale dei Pink Floyd e dei Led Zeppelin, e che perciò deve la sua futura popolarità tra le band britanniche degli anni settanta proprio a Queen II. Al momento del suo inserimento nella Rock and Roll Hall of Fame è stato definito un pilastro della storia della musica.

## Storia
Dopo che l'omonimo album di debutto Queen era stato registrato e mixato alla fine del novembre 1972, i Queen si prepararono ad andare in tour per promuoverlo. Vari problemi di management costrinsero l'album a uscire su etichetta indipendente Trident/EMI, ma solo nel luglio 1973. Durante questo periodo i Queen scrissero nuovo materiale e cominciarono a registrarlo in studio. Parte del materiale, tuttavia, risaliva a molto tempo prima. Seven Seas of Rhye era stata lasciata composta ai tempi degli Smile, ma era rimasta inutilizzata. Father to Son, Ogre Battle, White Queen (As It Began) e Procession risalivano tutte al 1972, mentre altre canzoni addirittura al 1969. La band aspettò a inciderle in studio fino a quando non avesse avuto più libertà e maggiore esperienza tecnica. Stone Cold Crazy, scritta da Mercury, veniva presentata in concerto da anni, ma non venne incisa fino al terzo album, Sheer Heart Attack. Anche alcune parti di The Prophet’s Song furono incise in studio durante le sessioni di Queen II, ma il brano non venne completato fino al quarto album, A Night at the Opera.

### Registrazione
I Queen pretesero che i Trident Studios li lasciassero registrare senza limiti di orario, come invece avevano dovuto fare in occasione del primo disco. Il gruppo chiese a David Bowie se voleva produrre l'album, ma lui declinò l'offerta perché impegnato nelle registrazioni di Pin Ups e Diamond Dogs. A Robin Geoffrey Cable, con il quale Mercury aveva lavorato durante le sessioni per I Can Hear Music, fu chiesto di occuparsi della produzione delle tracce Nevermore e Funny How Love Is, e collaborò con Roy Thomas Baker sull'ambiziosa e complessa March of the Black Queen.
Per quello che viene generalmente considerato un album complesso (con stratificazioni di voci, armonie e strumentazione), le sessioni di registrazione occuparono un tempo abbastanza breve — solo l'agosto 1973. Fu incisa una versione completa di Seven Seas of Rhye, destinata specificamente ad essere pubblicata come primo singolo estratto dall'album. Dopo il fallimento commerciale di Keep Yourself Alive, i Queen decisero di pubblicare un singolo "dove succedesse tutto e subito" (senza un'introduzione strumentale troppo lunga). Così, i Queen e Baker si assicurarono che Rhye fosse abbastanza commerciale.
L'album è stato inciso a Londra nei Trident Studios nell'agosto del 1973, ed è stato pubblicato in ritardo rispetto alle previsioni data la crisi del petrolio.

### Pubblicazione
Dopo il completamento dell'album alla fine di agosto 1973, i Queen aggiunsero immediatamente Ogre Battle, Procession e Father to Son alla scaletta dei loro concerti e si misero in tour. Ancora una volta, però, la Trident posticipò l'uscita del disco perché il primo album Queen era stato da poco pubblicato in Gran Bretagna e doveva ancora uscire negli USA. Anche altre coincidenze sfavorevoli contribuirono al ritardo nella pubblicazione di Queen II: La crisi energetica del petrolio del 1973 bloccò lo stampaggio dei vinili per vari mesi, inoltre, le prime copie dell'album indicavano erroneamente John Deacon come "Deacon John", e la band insistette affinché i crediti venissero corretti.
Queen II arrivò nei negozi inglesi l'8 marzo 1974. L'album arrivò in quinta posizione in Gran Bretagna. Negli Stati Uniti si fermò alla posizione numero 49, ottenendo comunque un risultato migliore rispetto all'album di debutto Queen, che era arrivato al numero 83. L'unico singolo estratto da Queen II, Seven Seas of Rhye (pubblicato nel febbraio 1974) raggiunse la decima posizione nella Official Singles Chart, dando alla band il primo successo da classifica.
L'album è stato ristampato prima nel 1991 negli USA dall'Hollywood Records con l'aggiunta di tre bonus track, in seguito nel 1994 dalla Parlophone (senza alcuna traccia bonus) ed infine nel 2011 rimasterizzato in formato digitale dalla Island/Universal e distribuito in due edizioni: standard edition, contenente l'album originale, e deluxe edition a 2 CD, contenente l'album originale ed un EP bonus.

## Copertina

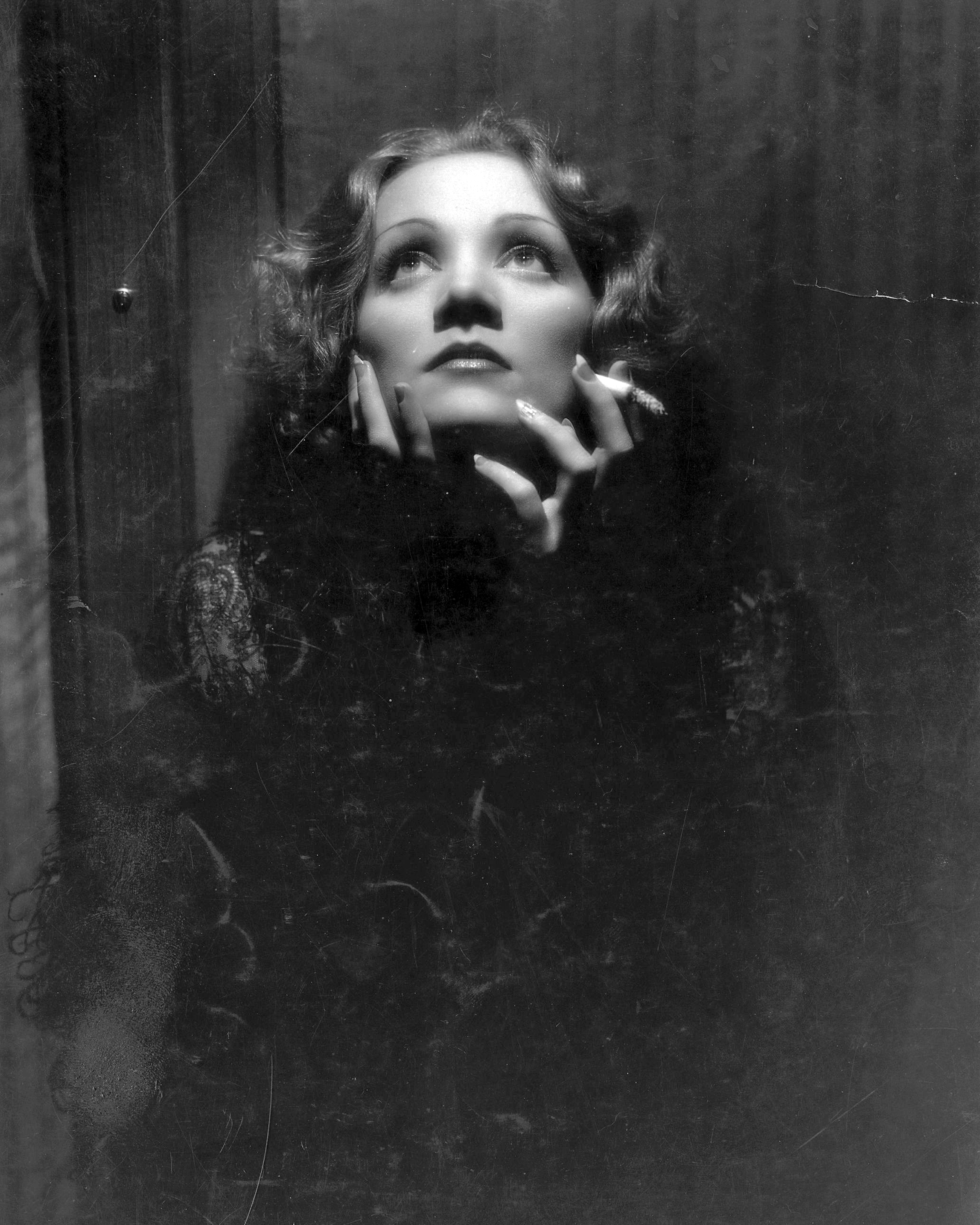
L'ispirazione per la foto di copertina venne al gruppo da questa immagine di Marlene Dietrich in Shanghai Express

Il fotografo Mick Rock fu incaricato di creare la grafica dell'album. La band voleva, nelle parole di Rock, "catturare la caratteristica sensibilità glam decadente" dei suoi lavori precedenti con artisti quali David Bowie, Iggy Pop e Lou Reed. Sempre secondo Rock, il gruppo era alla ricerca di un'immagine d'impatto che potesse catturare l'attenzione della gente grazie alla copertina, specialmente dopo che il loro primo album non era riuscito a farlo. «Realizzarono che se erano in grado di catturare lo sguardo delle persone, allora potevano anche farle interessare alla musica».
L'unica indicazione che Rock ricevette dalla band fu che per l'album volevano un rimando alla tematica del bianco (inteso come il Bene) contrapposto al nero (il Male). L'iconica immagine in chiaroscuro dei Queen in copertina si ispira a una fotografia simile di Marlene Dietrich tratta da un film del 1932 intitolato Shanghai Express, scovata da Rock a casa di un amico appassionato di cinema e sottoposta all'attenzione della band. «E naturalmente nessuno era più "glam" della divina signora Dietrich», chiosò Rock. «Si trattò di uno di quei lampi di improvvisazione che a volte capitano», spiegò Rock. «C'era il sentore che [imitando la posa della Dietrich] la copertina potesse essere troppo pretenziosa», ma il fotografo li convinse del contrario. «Li fece sembrare un affare molto più grande di quanto fossero in quel momento, ma era un vero riflesso della loro musica».  Aggiunse Freddie, «Non aveva nessun significato in particolare, ma eravamo affascinati da questo tipo di cose, e il guardaroba che utilizzavamo all'epoca lo descriveva perfettamente bene».
L'immagine sarebbe stata successivamente riproposta e animata per il filmato promozionale di Bohemian Rhapsody, e più tardi per il videoclip di One Vision (1985).

## Brani

### Procession
Procession, "maestoso, regale e funereo" brano strumentale, venne composto da Brian May, grande appassionato di musica classica con in mente le partiture orchestrali di Mahler. La registrazione è in multitraccia. Le parti sovrapposte furono registrate sulla Red Special tramite l'amplificatore Deacy Amp, progettato e costruito artigianalmente da John Deacon. Il brano divenne la "sigla" d'apertura di tutte le esibizioni dei Queen nel periodo dal settembre 1973 al maggio 1975, per poi essere ripreso occasionalmente nel 1977 per i concerti alla Earls Court Arena.

### Father to Son
Father to Son è un brano scritto da Brian May, composto da diverse sezioni, una delle quali, quella principale, in stile hard rock ed altre più calme. Le poche note di pianoforte udibili nella canzone sono state suonate da May (Freddie Mercury subentrò in lavori più complicati). Il pezzo venne spesso suonato dal vivo durante i concerti del periodo 1972-74, spesso come vero e proprio brano d'apertura dopo l'introduzione pre-registrata di Procession. Fu eliminata dalla scaletta nel 1976.

### White Queen (As It Began)
White Queen (As It Began) venne composta da Brian May durante i suoi studi di astronomia all'Imperial College di Londra. Tutte le parti vocali sono cantate da Mercury, incluse alcune armonie in multitraccia che emulano un coro angelico. Il testo riguarda l'amore non corrisposto del chitarrista per una ragazza, alla quale non riusciva a confessare i propri sentimenti. A tal proposito, in un'intervista successiva May dichiarò: «Mi ricordo che ero totalmente innamorato di questa ragazza che frequentava biologia, e non ci avevo mai nemmeno parlato una volta... Io [ero] terrorizzato dall'idea di chiedere a questa ragazza di uscire, e poi lei divenne una mia grande amica, una cosa molto strana... ».

### Some Day One Day
Some Day One Day è il primo brano cantato interamente da May su un album dei Queen ed è ispirato, attraverso l'evocazione di atmosfere medievali, dall'idea di un posto in cui tutte le relazioni fossero perfette. Questo tema venne rivisitato dal chitarrista alcuni anni dopo, nell'album solista Another World.
In questo brano Brian May suona la chitarra acustica e quella elettrica. L'ultimo assolo di chitarra, durante il fade-out, è costituito di tre parti soliste. Questo tipo di arrangiamento complesso è tipico di May, ma solitamente le chitarre eseguono parti in armonia, mentre in questo caso suonano parti tutte differenti tra loro.

### The Loser in the End
The Loser in the End è l'unico contributo di Roger Taylor nell'album, come autore e voce principale. Nonostante Queen II non possa essere considerato un vero e proprio concept album, questo brano sembra "staccato" da tutte le altre tracce, che sono invece tra loro connesse per il tema trattato o per il tono. Si tratta di una sorta di ode, tutt'altro che sentita, a tutte le figure materne nel mondo, arrangiata in chiave hard rock con tanto di complicata parte di batteria ed organo in sottofondo. La critica non ne fu entusiasta e Record Mirror arrivò a definirla, in una recensione dell'epoca, "il peggiore scarto mai inciso su vinile, una specie di incrocio tra She's Leaving Home e i Black Sabbath".
Mai eseguita in concerto dalla band, la canzone è presente come lato B nella versione giapponese del singolo Seven Seas of Rhye, al posto di See What A Fool I've Been.

### Ogre Battle
Freddie Mercury compose Ogre Battle sulla chitarra nel 1972. La band rinunciò ad inserire questa traccia nel primo album (Queen), preferendo aspettare fino a quando non avrebbe avuto più libertà in studio per poterla registrare per bene.
Questo brano è musicalmente complesso, essendo costruito su una struttura aciclica ed insolite modulazioni. Su richiesta di Mercury, il produttore Roy Thomas Baker introdusse durante le sessioni di registrazione molti effetti progressivi, come rulli di tamburo invertiti, grida selvagge e gong con pesante riverbero.

### The Fairy Feller's Master-Stroke

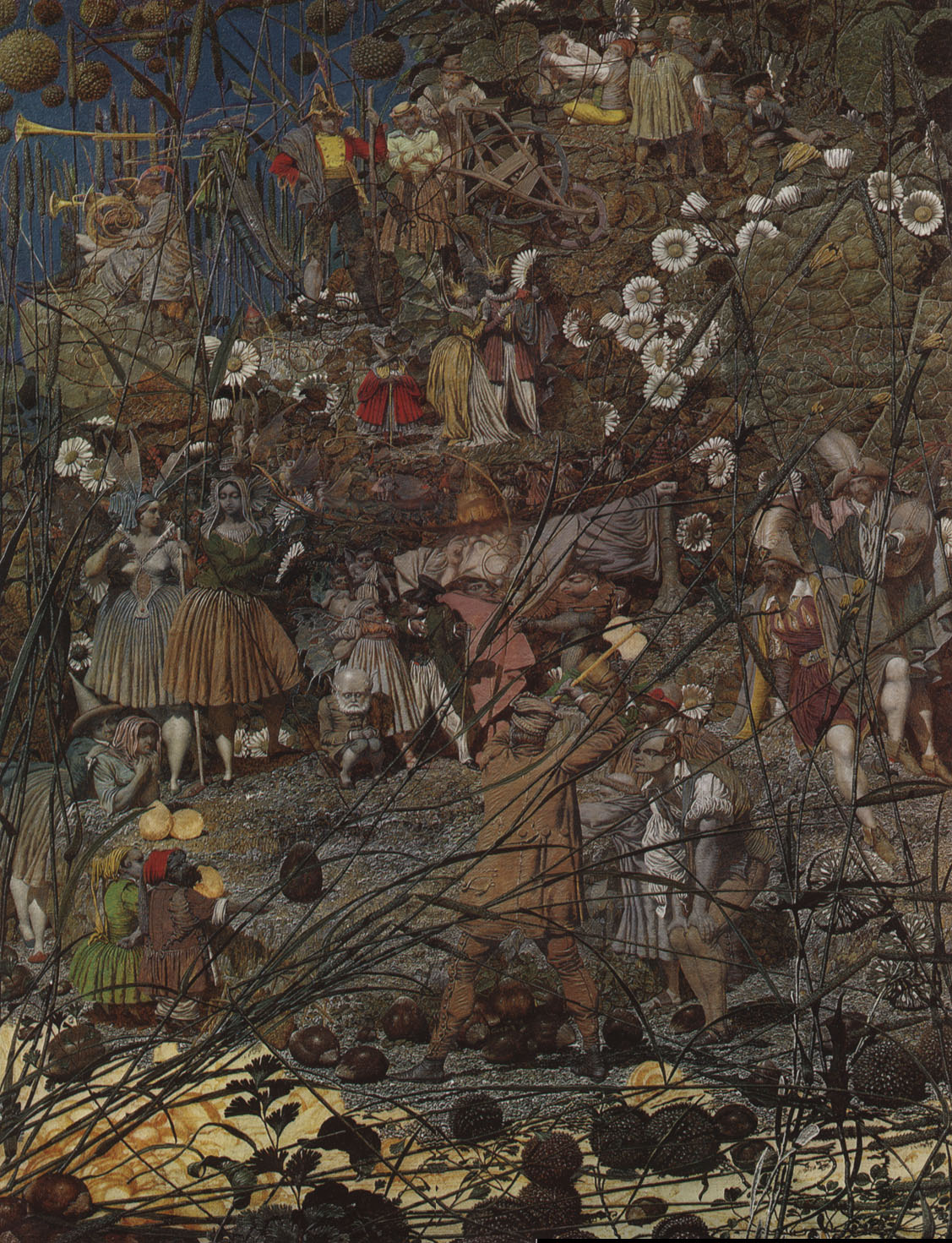
Il dipinto The Fairy Feller's Master-Stroke di Richard Dadd.

Mercury scrisse The Fairy Feller's Master-Stroke dopo aver visto l'omonimo dipinto di Richard Dadd: sembra che, ogni volta che i Queen avessero del tempo libero, Mercury li portasse ad ammirare il quadro alla Tate Gallery di Londra, dov'è ancora oggi esposto.
Il complesso arrangiamento del brano è basato su una traccia base di pianoforte, basso e batteria, completata da clavicembalo e parti vocali e di chitarra sovrapposte. Il ritornello del brano Peter Pan di Enrico Ruggeri (noto fan dei Queen) contenuto nell'omonimo album pubblicato nel 1991, è liberamente ispirato a questa canzone.

### Nevermore
Ballata per pianoforte scritta e cantata da Mercury; si collega al brano precedente ed è la più corta dell'album (escludendo l'intro Procession). Il brano venne suonato dai Queen negli studi della BBC il 3 aprile 1974 in un arrangiamento differente con basso e batteria, assenti nella versione definitiva. Tale versione è stata inclusa nella compilation On Air del 2016.

### The March of the Black Queen
Contrapposta a White Queen (As It Began), la canzone rappresenta la traccia più lunga dell'intero album (essendo della durata di 6 minuti e 33 secondi). Non fu mai eseguita dal vivo nella versione completa, in quanto troppo complessa da riprodurre sul palco; tuttavia nei concerti dei primi anni settanta, specialmente nei medley, ne furono riproposte varie parti.

### Funny How Love Is
La canzone, che come molte altre dell'album, inizia senza soluzione di continuità con il brano precedente, si discosta dalle sonorità e dai temi dell'album (il principale è la contrapposizione tra bene e male), essendo una semplice ed entusiasta ode all'amore libero.

### Seven Seas of Rhye
Questo brano era inizialmente pensato per il primo album ma successivamente ne fu eseguita solo una versione strumentale. Il tema è quello dominante di tutto l'album, ovvero lo scontro fra le forze del bene e del male. La decisione di estrarre il brano come singolo era dovuto alle critiche relative al primo singolo Keep Yourself Alive, che presentava un lungo intro: nell'introduzione di Seven Seas of Rhye, infatti, avviene tutto e subito. Il brano regala al gruppo londinese la prima hit, arrivando alla posizione numero 10 in Inghilterra.

## Accoglienza
| Recensione       | Giudizio |
| ---------------- | -------- |
| AllMusic         |          |
| Chicago Tribune  | [ 30 ]   |
| Creem            | C−       |
| Rolling Stone    | [ 31 ]   |
| Record Collector |          |
| Q                | [ 32 ]   |
| Pitchfork        | [ 33 ]   |
| Piero Scaruffi   | [ 34 ]   |

La rivista Disc scrisse: "Il materiale, le performance, la registrazione e persino l'artwork hanno standard elevati." NME dichiarò che il disco metteva in mostra "tutta la loro potenza, il loro talento di compositori, e tutte le qualità che li rendono unici", mentre Sounds scrisse: "Semplicemente intitolato Queen II, questo album li cattura nel loro momento migliore". Rolling Stone, che aveva recensito in maniera molto positiva l'album di debutto della band, assegnò al disco due stellette e mezzo su cinque. Se il recensore della rivista mostrò poco entusiasmo per il "Lato nero", applaudì invece il "Lato bianco", scrivendo che conteneva alcune delle migliori canzoni del gruppo".
Melody Maker scrisse: "È noto che i Queen hanno goduto di un certo successo negli Stati Uniti, attualmente è in forse se riusciranno davvero a sfondare qui. Se lo fanno, allora dovrò mangiarmi il cappello o qualcosa del genere. Forse i Queen ci provano troppo, non c'è profondità di suono o sentimento in questo album". Anche Record Mirror fu molto negativo: "Ecco qui, la feccia del glam rock. Debole e sovraprodotto, se questa band è la nostra più brillante speranza per il futuro, allora stiamo commettendo un suicidio rock and roll".
Queen II è uno degli album meno conosciuti della band, tuttavia, l'album ha conservato un seguito di culto sin dalla sua uscita, ottenendo elogi da critici, fan e colleghi musicisti, ed è significativo per contenere elementi del suono distintivo della band di multi-traccia a strati, armonie vocali e vari stili musicali. Negli ultimi anni è stato citato da numerose pubblicazioni musicali, artisti e fan come una delle migliori opere dei Queen.
Mentre il 1974 volgeva al termine, la reazione pubblica a Queen II era stata entusiasta. L'album era stato anche classificato da Disc come il 5° migliore dell'anno.
Nel 1987, Post-Tribune classificò Queen II nono in un articolo che riguardava "album che dovrebbero essere nella collezione di dischi di tutti, ma non lo sono". Nell'edizione del 1994 di The Guinness All Time Top 1000 Album, Queen II è stato votato numero 202 nei più grandi album rock e pop di tutti i tempi. Nel 2003, la rivista Q includeva Queen II in un elenco di cinquanta album poco noti raccomandati dalla rivista per integrare il sondaggio "I 50 migliori album inglesi di sempre". Nel 2005, i lettori di Kerrang! hanno votato Queen II il 72 ° più grande album rock britannico di sempre. Insieme ai due album successivo dei Queen Sheer Heart Attack e A Night at the Opera, Queen II è presente nel libro 1001 Albums You Must Hear Before You Die, dove è descritto come "un album decisamente oscuro" che "mostrava la loro diversità" e si contrapponeva ai loro successivi "inni espansivi e gradevoli allo stadio".
Altri musicisti rock hanno elogiato l'album. Rob Halford dei Judas Priest cita Queen II come uno dei suoi album preferiti, dicendo che "non è nient'altro che buone canzoni" e afferma che Ogre Battle è uno dei suoi preferiti. In un'intervista di Rolling Stone del 1989, il cantante dei Guns N' Roses Axl Rose disse dell'album "Con i Queen ho il mio preferito: Queen II. Ogni volta che un loro nuovo disco usciva conteneva tutti questi altri tipi di musica, all'inizio mi piaceva solo questa o quella canzone. Ma dopo un periodo di tempo, riascoltandolo, mi apre la mente a tanti stili diversi. Li apprezzo davvero per quello. È qualcosa che ho sempre desiderato essere in grado di realizzare".

## Tracce
White side
Testi e musiche di Brian May, eccetto dove indicato diversamente.
1. Procession – 1:12
2. Father to Son – 6:14
3. White Queen (As It Began) – 4:36
4. Some Day One Day – 4:23
5. The Loser in the End – 4:01 (Roger Taylor)

Black side
Testi e musiche di Freddie Mercury.
1. Ogre Battle – 4:08
2. The Fairy Feller's Master-Stroke – 2:41
3. Nevermore – 1:27
4. The March of the Black Queen – 6:33
5. Funny How Love Is – 2:47
6. Seven Seas of Rhye – 2:50

Tracce bonus nella riedizione CD del 1991 della Hollywood Records
1. See What A Fool I've Been (B-side Version, February 1974) – 4:38 (testo: Brian May)
2. Ogre Battle (1991 Remix) – 3:27 (testo: Freddie Mercury)
3. Seven Seas of Rhye (1991 Remix) – 6:35 (testo: Freddie Mercury)

EP bonus nella riedizione CD del 2011 della Island/Universal
1. See What a Fool I've Been (BBC Session, July 1973 - Remix 2011) – 4:22 (testo: Brian May)
2. White Queen (As It Began) (Live At Hammersmith Odeon, December 1975) – 5:32 (testo: Brian May)
3. Seven Seas of Rhye (Instrumental Mix) – 3:09 (testo: Freddie Mercury)
4. Nevermore (BBC Session, April 1974) – 1:27 (testo: Freddie Mercury)
5. See What a Fool I've Been (B-side Version, February 1974) – 4:31 (testo: Brian May)

## Formazione
Queen
- Freddie Mercury - voce, pianoforte; clavicembalo (traccia 7)
- Brian May - chitarre elettriche ed acustiche, cori; voce (traccia 4); campane (traccia 9); pianoforte e organo (traccia 2)
- John Deacon - basso; chitarra acustica (traccia 2)
- Roger Taylor - batteria, gong, marimba, cori, percussioni; voce (traccia 5 e quarto strofa de traccia 9)

Altri musicisti
- Roy Thomas Baker - nacchere (traccia 7), stilofono (traccia 11)
- Robin Cable - effetti (traccia 8)